# Winsford
Winsford – miasto i civil parish w Wielkiej Brytanii, w Anglii, w regionie North West England, w hrabstwie Cheshire, w dystrykcie (unitary authority) Cheshire West and Chester, położone nad rzeką Weaver. W 2011 roku civil parish liczyła 30 481 mieszkańców. Znajduje się tu XIV-wieczny kościół St Chad′s.
Miasto partnerskie – Deuil-la-Barre, Francja

## Współpraca
- Deuil-la-Barre, Francja